# Conta su di me (film 1989)
Conta su di me è un film statunitense diretto da John G. Avildsen, che vede come protagonista Morgan Freeman, nel ruolo di Joe Clark, reale docente e poi preside divenuto famoso per la sua disciplina ed i suoi metodi educativi poco ortodossi.

## Trama
New Jersey, 1967: a Paterson, nella prestigiosa scuola superiore Eastside High School, Joe Clark è un giovane insegnante adorato da tutti i suoi studenti perché interessante e simpatico; una mattina, durante una riunione del comitato scolastico, che si dichiara stanco dei suoi comportamenti eccessivamente libertini ed è totalmente indifferente sul parere degli studenti, decide di trasferirlo in una nuova scuola.
Vent'anni più tardi, la tanto elogiata Eastside è divenuta, come dicono tutti, un inferno, priva di regole e rispetto, ma piena di violenza: qui gli studenti non ascoltano più i loro insegnanti, che arrivano persino a picchiare, ed il bullismo regna sovrano, così come il traffico di armi e lo spaccio di droga.
In più la maggior parte degli studenti non riesce più a superare il test di conoscenza base: ciò in particolare non viene gradito da Bottman, preside della scuola, che non vuole rischiare di perdere la scuola per colpa dell'amministrazione statale, perché pensa che questo possa essere dannoso specialmente per lui. Allora Frank Napier, sovrintendente scolastico, consiglia di richiamare Joe, perché l'unico che sapeva trattare con gli studenti; perciò Frank, assieme al collega Rosemberg, va a far visita all'ex collega, a cui dice che, se ritornerà alla Eastside, facendolo unicamente per gli studenti, verrà eletto preside.
Quindi Joe torna a scuola e, una volta divenuto preside, organizza subito una riunione di tutti gli insegnanti, in cui subito ricorda la sua autocrazia, e ordina ai docenti di stilare una lista dei nomi di tutti gli alunni impegnati in attività illecite, e al bidello di ripulire i muri dei locali, pieni di graffiti. Impone inoltre l'inserimento di guardie che supervisionino i corridori, e ordina a tutti i colleghi di concentrarsi maniacalmente sulla preparazione degli studenti, affinché al prossimo test questi siano preparati e lo superino.
In seguito Joe organizza anche un'assemblea scolastica, aperta a tutti gli studenti, durante la quale egli rincontra Kaneesha, sua vecchia alunna alle elementari, e, una volta sul palco, chiede severamente silenzio: nessuno lo ascolta, in particolare i tantissimi bulli della scuola, che lo insultano e che vengono immediatamente espulsi da Joe, con stupore di tutti.
Ancora quel pomeriggio, Joe incontra persino tutti i genitori degli studenti, tra cui la madre di uno degli espulsi Leonna Barrett, furiosa: qui l'uomo dichiara di aver espulso 300 ragazzi per "salvarne" 2700, per permettere loro di migliorare senza distrazioni; con ciò ottiene l'apprezzamento generale, tranne che di Leonna, che continua a guardarlo storto.
La mattina seguente Joe incontra Sams, seduto sulle scale dell'ingresso, che gli dice che ha commesso un errore ad espellerlo e gli chiede una seconda possibilità per migliorare, cosa che Joe gli concede solo dopo averlo portato sul tetto della scuola ed averlo rimproverato per il suo assumere sostanze stupefacenti, che, se continueranno ad essere assunte dal ragazzino, di appena 14 anni, lo uccideranno. Quando però Joe vede Sams infastidire una ragazza alla mensa, lo obbliga, assieme ai suoi amici, di cantare l'inno della scuola davanti a tutti; questi, pieni di umiliazione, ammettono di non saperne il testo, così Joe li mette tutti in punizione.
Joe va quindi dall'insegnante di musica, Elliot, chiedendole di insegnare a tutti gli studenti, d'ora in poi, la canzone della scuola: lei accetta, ma dice che inizierà soltanto dopo aver portato il coro dei ragazzi a New York per il loro concerto. Joe reagisce licenziandola ed annullando tutti i concerti in arrivo, sotto gli insulti di Elliot e di Joan Levias, vicepreside della scuola, che gli intima di ritornare a ragionare.
Arriva il giorno del test di conoscenza, che tutti gli studenti, attentamente supervisionati dai docenti, svolgono al meglio; ma la pace della giornata viene bruscamente interrotta dal ritorno di uno dei bulli espulsi nella scuola, che picchia e ferisce con un coltello Ray, un altro studente. Joe allora lo stende, per poi stabilire che, da quel momento, tutte le porte della scuola dovranno sempre essere serrate con le catene, per evitare l'accesso ai malintenzionati.
Tempo dopo Joe nota Kaneesha triste, e scopre da lei che la ragazza, nonostante con i voti migliori dell'istituto, non abbia più un posto dove vivere, dato che sua madre l'ha cacciata di casa. Volendo aiutare, va con Kaneesha a casa della madre, che dice di aver avuto la ragazza a soli 16 anni, e di star tentando di disintossicarsi dall'alcol: questo è il motivo per cui ha deciso di allontanare Kaneesha, nonostante l'ami, non volendo che lei assista a tutto ciò. Joe allora promette un lavoro e una casa migliori alla donna, purché lei riammetta Kaneesha a casa, cosa che lei felicemente accetta.
Intanto la notizia delle "porte incatenate" arriva sui giornali, Leonna coglie l'occasione per sporre denuncia al consiglio scolastico, e Frank rimprovera Joe per essere diventato così folle, dando ragione a Leonna per essere contro di lui. Chiede quindi a Joe di scrivere una lettera di scuse alla licenziata Elliot, perché se vuole rispetto, deve portare rispetto anche agli altri. Arriva poi il capo dei vigili del fuoco con la stampa per protestare, e Joe lo caccia via minacciandolo con una mazza da baseball.
Arrivano anche i risultati del test di conoscenza, con scarsi risultati: raduna quindi tutti i docenti e intima loro di lavorare di più per far alzare i risultati; questi ubbidiscono e per tutta la settimana successiva fanno faticare tanto gli studenti. Leonna va a lamentarsi di ciò con Bottman, ora sindaco della città, con cui alla fine raggiunge un accordo: lei appoggerà la sua campagna elettorale e lui licenzierà Joe.
Frank e Rosemberg informano Joe di questo e quest'ultimo escogita un piano: quando vedranno arrivare Leonna con i vigili del fuoco, le guardie chiameranno i docenti, che toglieranno temporaneamente le catene. Joan cerca ancora una volta di farsi ascoltare, ma, vedendo per l'ennesima volta Joe ignorarla, finalmente si sfoga contro di lui, che definisce avido ed egocentrico, e dichiara di aver intenzione di licenziarsi. Allora durante l'assemblea scolastica Joe finalmente esprime la sua gratitudine verso i colleghi, specialmente verso Joan la quale, dopo aver anche visto tutta la scuola adesso essere molto unita mentre canta in coro Lean on Me, alla fine decide di rimanere. Joe trova poi Kaneesha, incinta, piangere dopo aver appena litigato col fidanzato, che lamenta di non essere il padre, sebbene la ragazza gli giuri il contrario.
Joe allora la consola, ma proprio in quel momento arriva il capo dei vigili del fuoco: Joe cerca immediatamente di chiamare gli altri docenti, ma l'uomo lo precede, facendogli sentire la registrazione, da lui fatta, del suo subdolo piano, ed arrestandolo; ma Joe, prima di entrare nella volante, lascia tutto il comando della scuola a Joan. Giorni dopo gli studenti, ormai legati a Joe, protestano affinché l'uomo venga rilasciato, ma Bottman, non potendo scarcerare una persona soltanto con questo supporto, in prigione, chiede a Joe di dire agli studenti di andarsene; quando questo esce per parlare con loro, s commuove vedendo Leonna venir solo insultata per aver parlato male di Joe, e gli studenti difenderlo.
In quel momento appare Joan, con i risultati dei test: la scuola è passata e tutti sono salvi; Joe riesce perciò a mantenere il suo incarico, e gli studenti, festeggiando, cantano l'inno della scuola in suo onore.

## Produzione

### Riprese
Le riprese del film, iniziate il 31 maggio 1988 e terminate poi il 29 luglio dello stesso anno, si sono svolte interamente nello Stato del New Jersey, principalmente nella reale Eastside High School Archiviato il 31 marzo 2022 in Internet Archive., a Paterson e nel comune di Franklin Lakes.

## Colonna sonora
La colonna sonora del film contiene sia canzoni di autori sia produzioni originali di Bill Conti; tra le tracce figurano:
1. Eastside High School Alma Mater, composta da Bill Conti
2. Welcome to the Jungle, Guns N' Roses
3. I Ain't Makin' It, Daddy-O e DBC
4. Lean on Me, Bill Withers
5. Lean on Me, Club Nouveau
6. Rap Summary (Lean on Me), Big Daddy Kane
7. You are the one, TKA
8. Skeezer, Roxanne Shanté
9. After 12, Force M.D.'s
10. All the way to love, Siedah Garrett
11. Everybody is somebody, Taja Sevelle e Riff Raff
12. Hit the road Jack, Percy Mayfield[4]

## Distribuzione
Il film è stato distribuito nelle sale cinematografiche statunitensi a partire dal 3 marzo 1989, mentre in Italia tre giorni più tardi.

## Accoglienza

### Incassi
A fronte di un budget di circa 10 milioni di dollari, il film ha guadagnato, tra Stati Uniti e Canada, 29 milioni, per un totale mondiale di oltre $ 31 milioni.

### Critica
Sul sito Rotten Tomatoes, il film riceve il 68% delle recensioni professionali positive, con un voto medio di 5.8/10, basato su 19 critiche.
Anche su Metacritic il film ottiene un punteggio di 56 su 100, basato su 13 critiche, indicando "recensioni contrastanti o nella media"; invece, il pubblico intervistato da CinemaScore ha assegnato al film un raro voto pieno di "A+" su una scala da A+ a F.
Il critico cinematografico Roger Ebert, assegnando al film 2 stelle e mezza su 5, ne ha scritto a proposito: "È un film di finzione su un personaggio così turbato, ossessivo e arrabbiato che il film non è mai in grado di trasmettere esattamente cosa pensa di lui stesso."

## Riconoscimenti
1989 - NAACP Image Awards
- Miglior attore protagonista a Morgan Freeman[10]
- Miglior film a John G. Avildsen

1989 - Los Angeles Film Critics Association Awards
- Miglior attore a Morgan Freeman[11]

1990 - Young Artist Awards
- Candidatura al miglior film a John G. Avildsen
- Candidatura al miglior attore non protagonista a Robert Guillaume
- Candidatura alla miglior attrice non protagonista a Karen Malina White
- Miglior produzione a Norman Twain[12]